# FS ATR.100
Die ATR.101–109 waren dreiteilige Schnelltriebwagen der Ferrovie dello Stato Italiane (FS).

## Geschichte
Für den Einsatz im Schnellzugverkehr auf noch nicht durchgehend elektrifizierten Magistralen wie zum Beispiel Turin–Mailand–Triest in Oberitalien gab die FS im Jahre 1935 die Entwicklung für einen Dieseltriebzug Autotreno Rapido bei Fiat Ferroviaria in Auftrag. Fiat hatte sich bereits beim Bau leichter Diesel-Triebwagen Automotrice Leggera, die auch als Littorine bezeichnet wurden, einen Namen gemacht.
Neben den ab 1938 zahlreich beschafften, einteiligen FS ALn 556, die in Mehrfach-Steuerung fahrbar waren, gab es Bedarf an Triebwagen höherer Passagierkapazität und Geschwindigkeit.

## Konstruktion
Die ATR.100 waren mit zwei 400-PS-Motoren ausgestattet, hatten eine diesel-mechanische Kraftübertragung und erreichten eine Geschwindigkeit von 160 km/h. Die Werbung versprach 2 × 500 PS und eine Höchstgeschwindigkeit von 170 km/h. Diese Kennzahlen wurden bei Testfahrten erreicht. Das Viergang-Getriebe hatte eine Mehrscheiben-Kupplung. Die führenden Drehgestelle in den Endwagen waren Triebgestelle mit einem Motor, der auf eine Achse wirkte, der Mittelwagen ruhte zusammen mit den Endwagen auf Jakobs-Drehgestellen. Die Fahrzeuge hatten eine Klimaanlage, einen Speiseraum und waren aerodynamisch ausgestaltet. Ein Endwagen hatte Gepäck-, Post- und Dienstabteile, der Mittelwagen 36 Plätze in der 1. Klasse und der zweite Endwagen 42 Plätze in der 2. Klasse, jeweils ausgestaltet als Großraumwagen. Im Innenraum fanden Velours, Schallschluckverkleidungen und indirekte Beleuchtung Verwendung. Die Druckluft der Bremsanlage wirkte auf eine kombinierte Trommel- und Klotzbremse.
Tatsächlich hatten die Motoren zusammen etwa eine Gesamtleistung von 800 PS bei 1600/min. Während der Erprobungsphase wurden die Motoren auf je bis zu 500 PS bei 1700/min eingestellt, später wurde die Dauerleistung auf 2 × 375 PS bei 1500/min zurückgenommen.

## Betrieb
ATR.101 verließ als erster Zug am 21. August 1936 das Fiat-Werk in Turin und absolvierte Probefahrten auf der Strecke Turin-Novara. Dabei wurden Spitzengeschwindigkeiten von bis zu 172 km/h erzielt. Er wurde 1937 auf der Mailänder Messe und in Paris ausgestellt. Es gab sogar Bestrebungen eines durchgehenden Einsatzes auf der Relation Berlin–Rom.
Im Betrieb zeigten sich bald Probleme an der Bremsanlage und in der Fahrstabilität. Kurz darauf war die Laufbahn der Baureihe als schneller Luxuszug beendet. Die zulässige Höchstgeschwindigkeit wurde auf 120 km/h zurückgenommen. Zu regelmäßigen Einsätzen vor Kriegsausbruch der bis 1940 abgelieferten Baureihe ist wenig bekannt, der große Zeitraum der Indienststellung der Baureihe und der Kriegsausbruch standen einem Liniendienst sicher entgegen. Fast die Hälfte der Fahrzeuge wurden bis 1945 abgestellt oder ausgeschlachtet. Die Züge ATR.101, 103, 106, 107 und 108 wurden bei Fiat in den Jahren 1947 und 1948 aufgearbeitet. Nach Wegfall der Klimaanlage und des Speiseabteils ergab sich eine Erhöhung der Sitze auf 115 (38 in der 1. Klasse und 77 in der 2. Klasse).
Den ATR.107 erweiterte man auf 136 Plätze (38 in der 1. Klasse und 98 in der 2. Klasse). Nun kamen die Triebzüge im Regelverkehr von Turin nach Mailand, Genua und Bologna zum Einsatz. Weiterhin bereitete die geringe Reibungsmasse auf nur zwei angetriebenen Achsen und die schlechten Sichtverhältnisse über die lange Motorhaube hinweg für das Maschinenpersonal Probleme.
Einem gelösten Radsatz folgten drei Brandschäden zwischen 1953 und 1957, stets im ersten Motorwagen. Am 3. Juni 1961 beendete ein Brand im ATR.106, der bei voller Fahrt zwischen Mailand und Turin ausbrach und das Fahrzeug völlig vernichtete, den Einsatz der Baureihe. Bei keinem der Unfälle kamen Fahrgäste ernsthaft zu Schäden. Alle Fahrzeuge wurden bis zum Jahre 1965 verschrottet. Bis zuletzt waren Probleme bei der Laufruhe, mit Ölverlusten und brüchigen Kraftstoffleitungen nicht in den Griff zu bekommen. Dennoch hatte man vor ihrer Außerdienststellung nochmals Fahrzeuge in Züge mit nur erster Klasse und kleineren technischen Verbesserungen umgerüstet, um sie als il Tre Bello (die drei Schönen) in den Betriebsdienst zurückzuschicken. Ergänzt wurden die Neuerungen durch eine dem FS ETR.300 angeglichenen Lackierung.